# Ketoj
Ketoj (rusky Кетой, japonsky 計吐夷島) je neobydlený ostrov střední skupiny ruských Kurilských ostrovů. Administrativně patří do ruské Sachalinské oblasti. Ostrov vznikl výbuchy stejnojmenného stratovulkánu.

## Geografie
Ostrov má kruhový tvar. Podél rovnoběžky má šířku 10 km a podél poledníku 9 kilometrů. Rozloha ostrova činí 73 km². Nejvyšším bodem je vrch s výškou 1 166 m n. m. Na ostrově se nachází činná sopka Pallasa (990 m). Uprostřed ostrova potom existuje sopečné jezero Malachitovoje, jehož vody zaplavily kalderu o šířce kolem 1,6 km a hloubce 110 metrů, ze kterého vytéká vodní tok Stočnyj. Hladina jezera leží v nadmořské výšce 667 m n. m.
V kaldeře sopky Pallasa jsou vody jezera Glazok, širokého cca 300 metrů a hlubokého 40 m. Na severu ostrova se nachází vodopád Kaskad.
Ostrov je oddělen průlivem Rikorda оd ostrovů Ušišir, nacházejících se 26 km severovýchodně, a průlivem Diany – od ostrova Simušir, nacházejícího se 20 km jihozápadním směrem.